# Santuario di Santa Maria in Val d'Abisso
Il santuario di Santa Maria in Val d'Abisso è un luogo cattolico che si trova presso Piobbico, ai piedi del Monte Nerone.

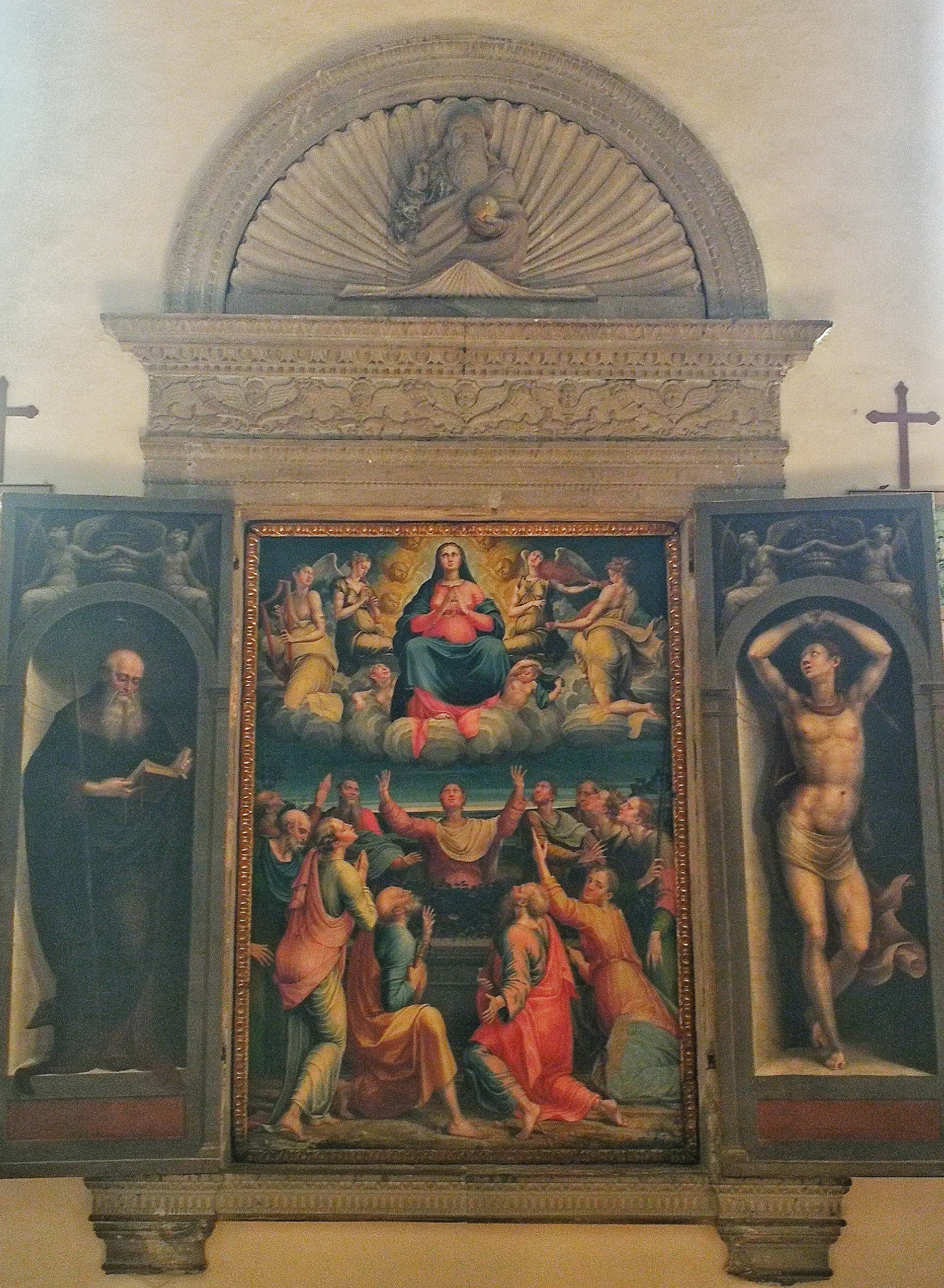
Piobbico, Santa Maria in Val d'Abisso, altare con pala di Raffaellino del Colle

## Storia e descrizione
Secondo la tradizione, dei pastori trovarono un'immagine della Madonna col bambino in una grotta del monte Nerone, forse lasciata da uno degli eremiti che abitavano la zona, e decisero di portarla in questo luogo, dove fu presto custodita in una "maestadella", cioè un tabernacolo. Una prima chiesa costruita per meglio custodire l'immagine mariana, fu costruita nell'XI secolo, il che ne fa il più antico edificio di culto del territorio piobbichese. Il santuario crebbe di importanza religiosa tra XIII e XIV secolo e divenne il luogo religioso favorito dai Brancaleoni che lo beneficarono più volte con lasciti e ne fecero il loro luogo di sepoltura prediletto.
Il predicato "in Val d'Abisso" fu aggiunto a seguito del terremoto del 1456 che creò una lunga e profonda fenditura nella roccia del Monte Nerone proprio sopra la chiesa, tuttora visibile. Il terremoto sarà stato occasione e causa di un rifacimento dell'edificio, che infatti oggi si presenta nelle forme datele tra il XV e il XVI secolo. Nel 1489, per iniziativa dei Conti Roberto e Federico II Brancaleoni la chiesa venne affidata ai Serviti. Da questo momento, specialmente nel XVI secolo, si ha un periodo di particolare fulgore del santuario, testimoniato anche dalle opere presenti ancora oggi. Il santuario rimase chiuso tra 1805 e 1815 a causa dell'invasione napoleonica.
La semplice facciata a salienti, in pietra, è preceduta da un portico ed è aperta da un portale rinascimentale.
L'interno a navata unica con il soffitto a capriate ospita sul lato destro notevoli opere rinascimentali: al primo altare è un affresco di cultura peruginesca con un Battesimo di Cristo di Girolamo Nardini, del 1519-1520 circa. Al centro della parete destra è l'altare dell'Assunta, fondato dai Conti Roberto e Federico II Brancaleoni nel 1520, sormontato da un architrave scolpito e una lunetta con un altorilievo con Dio Padre. Esso reca al centro una grande pala di Raffaellino dal Colle con l'Assunzione della Vergine al centro e Santi negli sportelli che chiudono la parte centrale, risalente al periodo seguente il suo ritorno da Roma, dopo il 1525, ed entro il 1530, anno in cui il pittore è documentato in chiesa per eseguire un'Immacolata Concezione oggi dispersa. Più vicino al presbiterio è invece un affresco con l'Annunciazione in una grandiosa cornice affrescata rinascimentale, opera di Fabrizio Fabrizi. Sul lato sinistro è un affresco con Sant'Antonio Abate di scuola umbro-marchigiana, a cui segue la Cappella dove è venerata la Madonna di Val d'Abisso, piccola immagine molto ridipinta durante i secoli. Più oltre è un altare rinascimentale della famiglia Felici in cui è adattato un Riposo nella Fuga in Egitto di un artista ancora non identificato della scuola baroccesca. Nell'abside a costoloni gotici, a sinistra dell'altare maggiore è collocato un affresco staccato cinquecentesco raffigurante la Vergine con il Bambino con San Filippo Benizi e il Beato Barbetta.